# DT–75

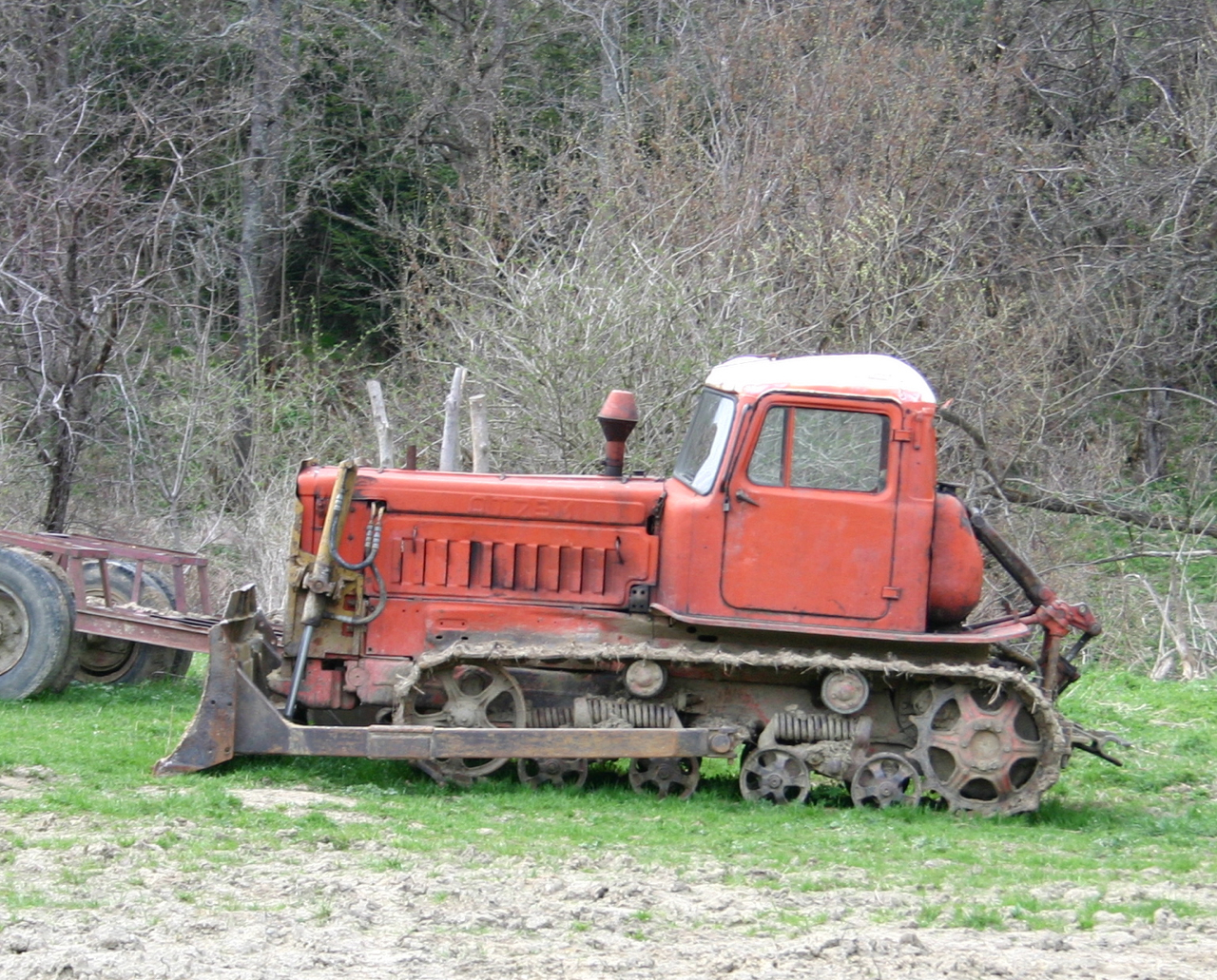
DT–75 lánctalpas traktor (korai kivitelű)

A DT–75 (oroszul: ДТ–75) szovjet, majd orosz, 30 kN-os vonóerő-osztályba tartozó nagy teljesítményű, univerzális lánctalpas mezőgazdasági vontató, amelyet a Volgográdi Traktorgyár (VgTZ) 1963-tól gyártott. Ez volt a Szovjetunióban a legelterjedtebb és legnagyobb mennyiségben gyártott lánctalpas traktor, melyből napjainkig több mint 2,7 millió darab készült. A VgTZ mellett a Pavlodari Traktorgyárban (PTZ) is gyártották. Magyarországon 1966-ban jelent meg a jármű.

## Története

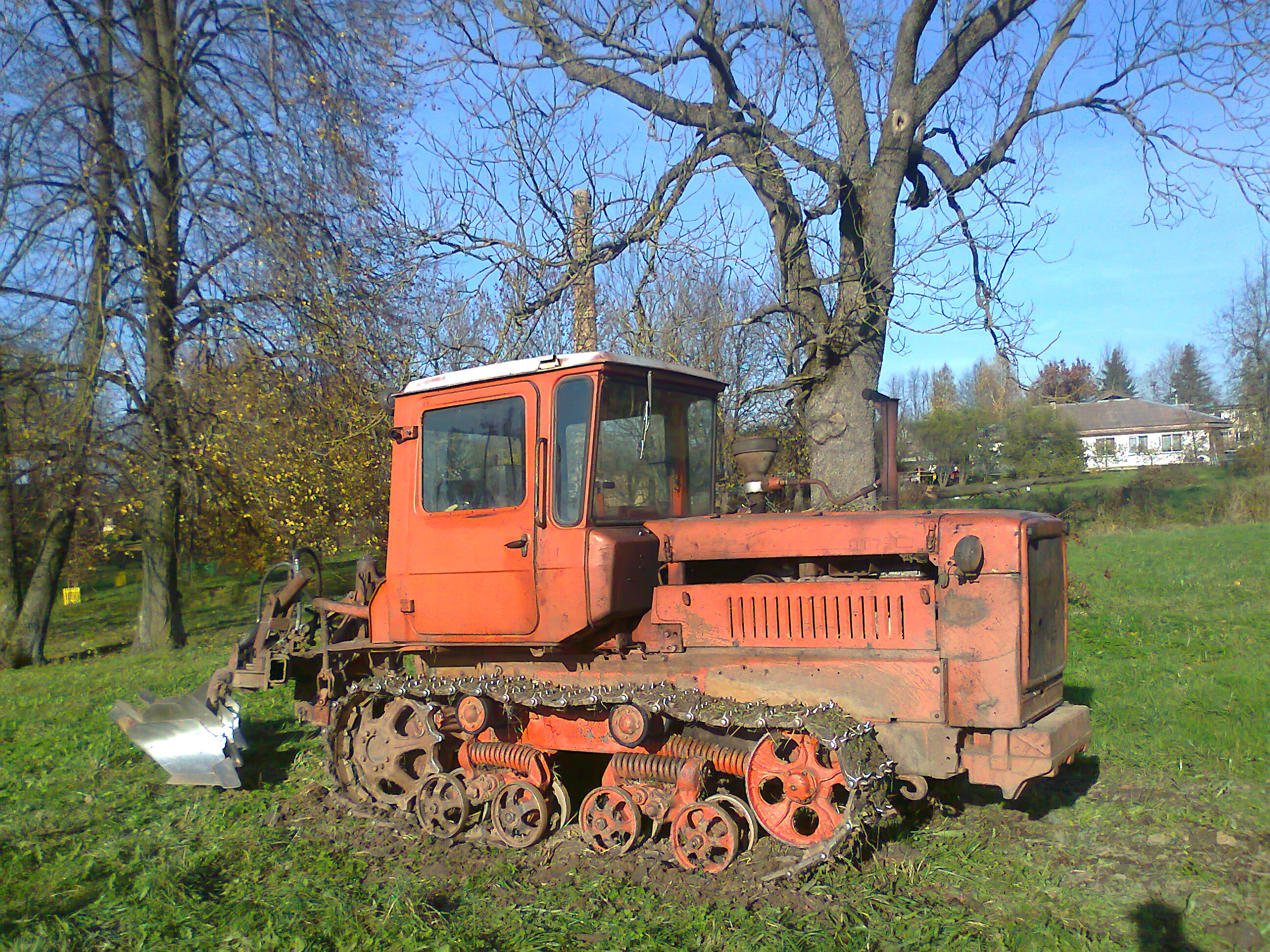
Későbbi kivitelű, szögletes vezetőfülkével gyártott DT–75-ös traktor

A DT–75 a DT–54-es lánctalpas traktoron alapul, annak továbbfejlesztésével tervezték a Sztálingrádi Traktorgyárban (1961-től Volgográdi Traktorgyár). Első két prototípusát 1956. július 16-ra készítették el. 1960-ban született döntés a sorozatgyártásról, amely 1963. december 30-án indult el. 1966-ban jelent meg az erősebb, 66 kW-os (90 LE) motorral felszerelt változata, a DT–75M, amelyet 1967. augusztus 28-tól került a gyártósorra. A típust 1968-tól a kazahsztáni Pavlodari Traktorgyár is gyártotta. A Pavlodarban gyártott példányok arról ismerhetők fel, hogy a motorház oldalsó lemezén a típusjel helyett a cirill betűs Kazahsztán felirat található.
Az 1970-es években modernizálták és a külső megjelenése is megváltozott. Lecserélték a korábbi, GAZ–51 tehergépkocsitól származó vezetőfülkét. A motorház burkolata és a vezetőfülke is szögletes kialakítású lett. Több változata is megjelent, ilyenek voltak a DT–75B, a DT–75N, a DT–75SZ. Ezek a motorban, a hidraulikarendszerben és egyéb felszereltségben is különböztek. Volt olyan változat, mint az 1986-tól gyártott DT–75ML, amelyet csak a pavlodari gyár készített. Ez nagyobb vezetőfülkével volt felszerelve. Pavlodarban csak 1984-ben érte el a gyártás a csúcspontját, akkor 55 ezer darab készült.
Készült hegyvidéki változata is a meredek földfelszínen történő üzemeltetésre. Ez volt a DT–75K, melyet 1972-től gyártott a Volgográdi Traktorgyár. A DT–75B mocsaras területre szánt változat. Az egyes típusváltozatokon belül a traktorok különböző felszereltséggel (pl. hidraulikarendszer, függesztőberendezés, hidraulikus szivattyú stb.) rendelkeztek. Ezeket a típusjelzésben SZ, USZ, RSZ és HSZ betűvel és egy hozzákapcsolt számmal jelezték.
Nem csak a Szovjetunióban, hanem az egykori szocialista országokban is igen elterjedt lánctalpas traktor volt. A Szovjetunió felbomlása után erősen visszaesett a gyártása. 1995-ig 2 514 800 darab készült. Ebből 1 652 500 darab Volgogorádban, 862 300 darab Pavlodarban. Az összes változatából több mint 2,7 millió darabot készítettek. A Pavlodari Traktorgyár nem élte túl a Szovjetunió felbomlását, 2005-ben megszűnt. A Traktornije Zavodi holdinghoz tartozó Volgográdi Traktorgyárban azonban még napjainkban is gyártják a DT–75-öst, az összes darabszám 2009-ben már túllépte a 2,7 milliót. Legutolsó változata 2014-ben jelent meg. Jelentősen modernizált változata az Agromas 90TG, amely 2013-ban jelent meg.

## Jellemzői

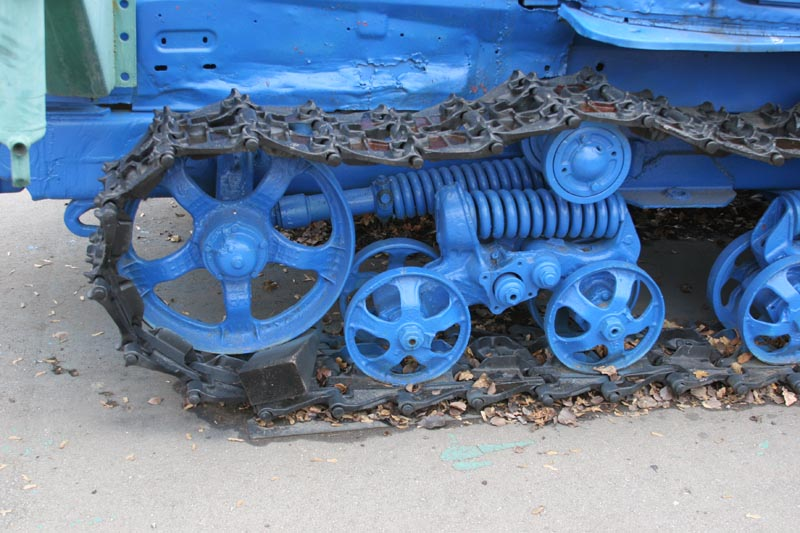
A DT–75-ös járószerkezetének elülső része a vezetőkerékkel, láncfeszítővel és a rugózó himbákon elhelyezett járógörgőkkel

Felépítése a lánctalpas traktorok klasszikus elrendezését követi. A DT–75 konstrukciója a DT–54-en alapul. Függesztett, félig függesztett és vontatott mezőgazdasági eszközök használatára alkalmas. A csatlakoztatott eszközök lehetnek hidraulikus működtetésűek és vezérlésűek is.
A jármű alváza egy hegesztett keretszerkezet, amely négyszög keresztmetszetű zártszelvényű hossztartókból áll. A két hosszirányú tartót keresztelemek kötik össze. Az alvázhoz kapcsolódnak a jármű további elemei, a járószerkezet egységei, valamint ehhez kapcsolódnak a felszerelhető eszközök (pl. tolólap) is.
A DT–75 alapváltozatban egy 75 LE-s SZMD–14 típusú négyhengeres, négyütemű, folyadékhűtésű, örvénykamrás dízelmotort építettek. A dízelmotor egyhengeres benzinüzemű indítómotorral indítható (az indítómotor pedig elektromos indítómotorral rendelkezik). A későbbi változatokat már elektromos indítómotorral látták el. Az SZMD-14-es motort a harkivi Szerp i molot (Sarló és kalapács) motorgyár gyártotta. A DT–75M-be már az A–41 típusú, 90 LE-s dízelmotor került, amely az Altaji Motorgyár gyártmánya. A DT–75N változat pedig a turbófeltöltővel ellátott SZMD–18N motort kapta, amely 95 LE maximális teljesítményt adott le. A Pavlodarban gyártott DT–75ML-ben a D–440–21 dízelmotort szerelték, amely az A–41-es motor turbófeltöltős változata. Egyes változatokba a Ribinszki Motorgyár RM–80 és RM–120-as dízelmotorjait szerelték. Hideg időben a könnyebb indíthatóságot egy PZSB–200 típusú, gázolaj tüzelésű előmelegítő kályha biztosítja. Ezt a berendezést csak az őszi-téli időszakban szerelték fel a járműre. Az előmelegítő a hűtőfolyadék segítségével melegíti fel a motort.

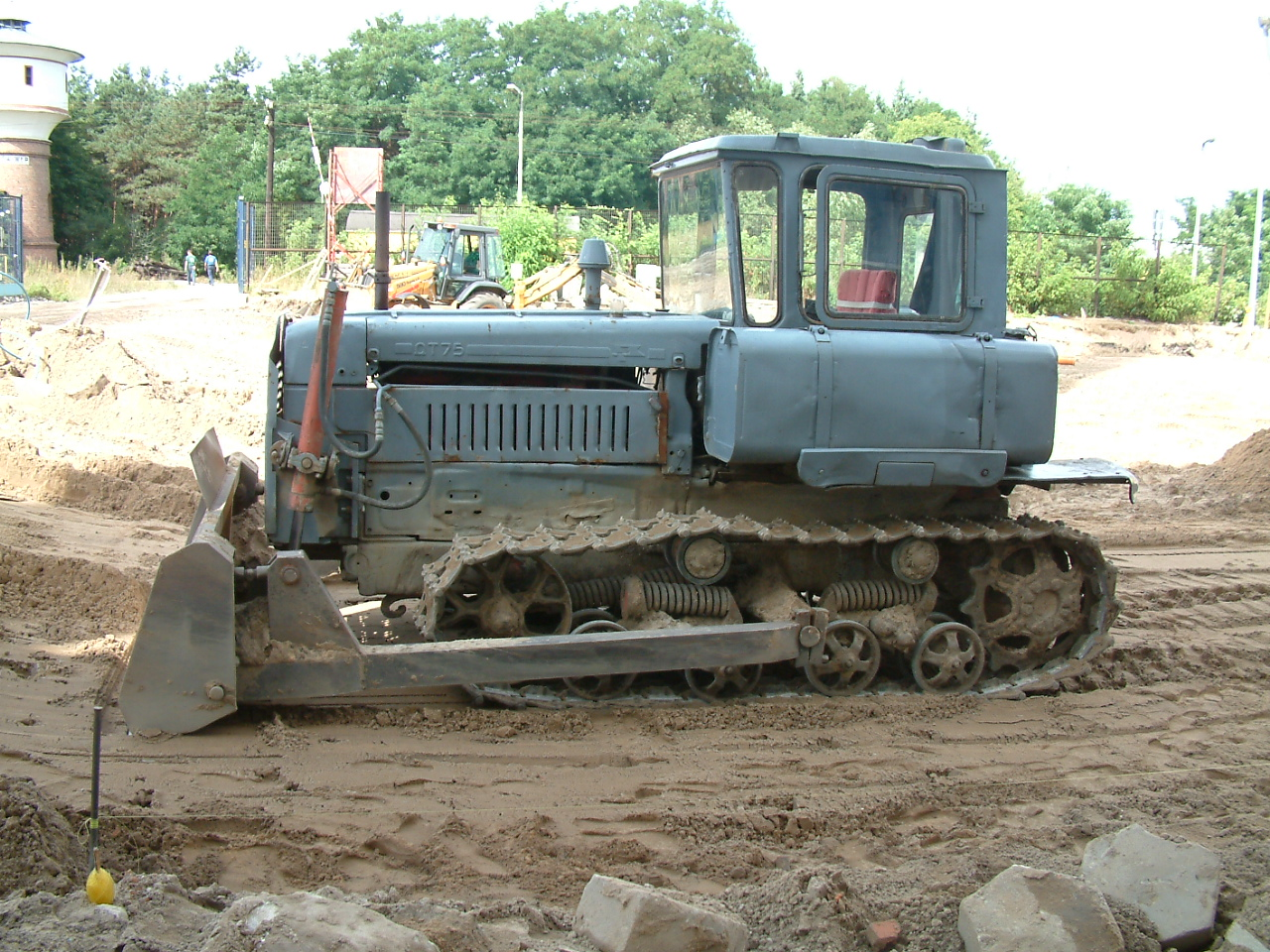
DT–75-ös bulldózer a vezetőfülke mellett elhelyezett üzemanyagtartállyal

A motor egytárcsás száraz tengelykapcsolón keresztül kapcsolódik a hajtóműhöz, amely bolygóműves rendszerű. A sebességváltónak öt előre- és négy hátrameneti fokozata van. A felszerelhető berendezések működtetéséhez segédhajtással rendelkezik hátul. A TLT hajtás tengelycsonkja hatbordás. A traktor hátsó részén a mezőgazdasági berendezések rögzítésére szolgáló szokásos kapcsolóberendezések (hárompontos felfüggesztés és vonószem) találhatók.
A lánctalpas járószerkezet rugalmas felfüggesztésű, elemei az alvázkerethez külön-külön csatlakoznak. Oldalanként négy járógörgővel rendelkezik, ezek páronként egy himbás szerkezetre vannak rögzítve, a két himbafél közé elhelyezett csavarrugó biztosítja a rugózást. A vezetőkerék elöl, a hajtó lánckerék hátul található. A vezetőkerék csavarrugós láncfeszítővel van ellátva. A mocsaras területekre szánt DT–75B (B – bolotnij, magyarul: mocsaras, mocsári) változat szélesebb lánctalpakkal rendelkezik, melynek így kisebb a talajnyomása (0,23 kg/cm², a normál lánctalpas változaténak majdnem fele).
A korai változatok vezetőfülkéje a GAZ–51 tehergépkocsiból származott.  Ezt a lekerekített kabint később szögletes kialakítású kabinok váltották fel. A vezetőfülke télen benzinüzemű kályhával fűthető. Az egyes változatoknál különböző az üzemanyagtank elhelyezése: vagy a vezetőfülke mögött, vagy a fülke bal oldalán, a lánctalpak fölött találhatók. Utóbbi esetben a vezető fülke a középvonaltól el volt tolva kissé jobbra.

## Műszaki adatok (DT–75)
- Hossz: 3860 mm (vonó- és kapcsolóberendezések nélkül)
- Szélesség: 1750 mm
- Magasság: 2254 mm
- Hasmagasság: 376 mm
- Lánctalpszélesség: 390 mm
- Fajlagos talajnyomás: 0,44 kg/cm²
- Üres tömeg: 5750 kg
- Üzemanyagtartály kapacitása: 245 l
- Motor: SZMD–14 négyhengeres, négyütemű, folyadékhűtésű dízelmotor
- Motor hengerűrtartalma: 6333 cm³
- Motorteljesítmény: 55 kW (75 LE), 1700 1/perc fordulatszámnál
- Indítómotor: PM–10M–2 egyhengeres kétütemű benzinmotor
- Sebesség
  - Előrementben: 5,15–10,85 km/h
  - Hátramenetben: 4,41 km/h